# كرمية
الكَرْمِيَّة (الاسم العلمي: Vitaceae) هي فصيلة من النباتات تتبع رتبة الكرميات من طائفة ثنائيات الفلقة. تضم عدة أجناس أهمها الكرمة.

## من أجناسها
- الحَلُوق (باللاتينية: Cissus)
- الكرمة
- الليا